# 하틴 전투
하틴 전투는 1187년 7월 4일 예루살렘 왕국의 기독교 십자군 병력과 살라흐 앗 딘이 이끄는 아이유브 술탄국 군대 사이에 벌어진 전투이다. 살라흐 앗 딘의 이슬람군은 이 전투에서 대승리를 거두어 대부분의 십자군 장군들과 병사를 죽이거나 사로잡았고, 이 전투의 패배로 군사력을 상실한 예루살렘 왕국은 결국 예루살렘을 이슬람에게 내주게 된다.
전투 장소는 현재의 이스라엘 갈릴리의 티베리아스 근처로 티베리아스와 아크레의 중간에 "하틴의 뿔"로 불리는 두 개의 산 중간의 지역이다.

## 배경
1186년 어린 소년 왕 예루살렘의 보두앵 5세가 죽자 합법적인 계승자가 된 보두앵의 어머니 예루살렘의 시빌라는 남편 뤼지냥의 기를 공동 왕으로 앉혔다. 당시 예루살렘 왕국은 시빌라와 기, 샤티용의 레날드, 성전 기사단의 "궁정파"와 트리폴리의 레몽 3세가 이끄는 "귀족파"로 나뉘어 있었는데 양측의 긴장은 고조되어 거의 전면전으로까지 벌어지기 직전이었는데 이벨린의 발리앙의 중재로 무마되었다.
한편 이슬람측은 살라흐 앗 딘의 영향력이 점차 강해져 왔는데 살라딘은 1177년 몽기사르의 패배이후 십자군과 휴전협정을 맺고 이집트와 다마스쿠스에서 힘을 키우고 있었다. 그러나 레날드는 휴전협정을 위반하고 이슬람 카라반을 공격하고 메카를 위협했다.
기는 레몽과 화해하고 아크레에서 레몽의 군대와 힘을 합쳐 살라흐 앗 딘의 군대와 맞서 싸우려고 전열을 가다듬고 있었다.

## 전투경과
기는 트리폴리스의 레몽과 화해하고 아크레에서 군대를 합쳐 공동으로 살리흐 앗 딘의 위협에 대처하기로 했다. 1187년 7월 십자군은 이 갈릴리 남단의 세포리스에 진지를 구축하였다. 살라흐 앗 딘은 십자군을 세포리스에서 유인하기 위해 친히 일부 병력을 이끌고 북쪽의 레몽의 요새인 티베리아스를 공격했고 주력 부대는 남겨두었다. 티베리아스는 살라흐 앗 딘을 맞아 공물을 바치고 공성전을 피하려했으나 살라딘은 거부했고 7월 2일 도시를 함락시켰다.
이튿 날, 기와 레몽의 기독교 연합군은 티베리아스를 구하기 위해 세포리스를 출발하였는데 레몽이 선발대를 맡고 기는 본진을 발리앙과 레날드, 기사단은 후위를 맡았다. 살라딘은 기가 자신의 미끼를 물었다고 생각하고 주력 부대로 하여금 십자군의 진군로를 포위하고 보급로를 끊었다. 십자군은 하틴 마을 근처의 구릉지에서 이슬람군에 포위된 채 숙영했다. 이슬람군은 근처의 우물을 장악하고 십자군을 고립시켰다.
7월 4일 새벽 이슬람군은 연기를 피워 십자군의 시야를 가렸고 밤새 보강된 병력으로 십자군을 포위했다. 십자군은 전 날의 행군과 밤새 물을 구하지 못해 심한 갈증으로 고통을 겪었고 허둥지둥 전선을 갖추고 이슬람군의 공격을 대비하려 했고 완전히 포위당한 것을 알자 막사를 거두고 근처의 우물로 허둥지둥 달려갔다. 그러나 이미 이슬람군은 십자군을 포위 공격하기 시작했고 십자군은 갈증과 공황에 빠져 거의 몰살당했다.

## 결과
대부분의 십자군 기사와 보병은 전투 중에 죽었고 기와 레날드 등 많은 십자군 장군들이 포로로 잡혔다. 레몽과 발리앙은 겨우 살아서 도망쳤다. 살라흐 앗 딘은 막사에 끌려온 기에게 얼음물을 주면서 환대했다고 전해진다. 샤티용의 레날드는 살라딘과의 맹세를 깨버린 벌로 살라흐 앗 딘이 직접 목을 잘라 처형했고 예루살렘의 왕 기는 포로로 성십자가와 함께 다마스쿠스로 이송되었다.
이 전투의 패배로 십자군의 주력은 분쇄당했고 살라흐 앗 딘은 9월까지 아크레, 야파, 시돈, 아스칼론을 차례로 점령했다 티레는 몬페라토의 코라도의 활약으로 점령 당하지 않았지만 예루살렘은 여왕 시빌라와 발리앙이 살라흐 앗 딘에 맞서 저항하다가 결국 10월 2일 항복하고 내주게 되었다.